# Cerodontha macminni
Cerodontha macminni är en tvåvingeart som beskrevs av Spencer 1986. Cerodontha macminni ingår i släktet Cerodontha och familjen minerarflugor.
Artens utbredningsområde är Mississippi. Inga underarter finns listade i Catalogue of Life.